# Jane the Virgin
Jane the Virgin is een Amerikaanse komedie/dramaserie. Het verhaal is geïnspireerd op dat van de Venezolaanse serie Juana la Virgen, gecreëerd door Perla Farías. De serie werd officieel aangekondigd op 8 mei 2014. Ze verscheen voor het eerst op tv op maandagavond op de Amerikaanse zender The CW in het seizoen 2014/15.
Jane the Virgin was op 6 januari 2015 voor het eerst in Nederland te zien, op Net5 en op Netflix.

## Rolverdeling

### Vaste personages en acteurs
- Gina Rodriguez als Jane Gloriana Villanueva, een 23 jaar oude, religieuze, jonge latina die zwanger raakt nadat ze kunstmatig geïnsemineerd wordt door een vergissing.
- Andrea Navedo als Xiomara "Xo" Villanueva, Janes moeder.
- Yael Grobglas als Petra (Natalia) Solano, Rafaels intrigerende vrouw.
- Justin Baldoni als Rafael Solano, de hoteleigenaar en de biologische vader van Janes kind.
- Ivonne Coll als Alba Villanueva, Janes vrome grootmoeder.
- Brett Dier als Michael Cordero (seizoen 1-3+5), Jr., Janes man en een ex-detective, woont nu in Montana.
- Jaime Camil als Rogelio de la Vega, beroemde telenovela ster en Janes vader.

### Dikwijls terugkerende personages en acteurs
- Anthony Mendez (voice over) als de alwetende of auctoriële verteller. Speelt ook een rol in het verhaal, maar we komen pas te weten wie hij is in de laatste aflevering van seizoen 5, het laatste seizoen.
- Yara Martinez als Dr. Luisa Alver, Rafael's herstellende alcoholische zus en de dokter die per ongeluk Jane kunstmatig insemineert. Later ook herstellen van haar verslaving aan Rose.
- Michael Rady als Lachlan, Rafael's rivaal en Petra's voormalige verloofde.
- Bridget Regan als Rose, een voormalige advocaat, vroegere vriendin van Luisa en stiefmoeder van Luisa en Rafael die Luisa verdedigt tegen haar medische vergissing. Ook bekend als Sin Rostro
- Diane Guerrero als Lina, Jane's beste vriendin.
- Azie Tesfai als Detective Nadine Hansan, een politiedetective en rivale voor Michael.
- Brian Dare als Luca, Jane's medewerker en vriend.
- Ryan Devlin als Billy, Michael's antagonistische broer.
- Priscilla Barnes als Magda, Petra's moeder.
- Alano Miller als Roman Zazo, Rafael's dode beste vriend en Petra's minnaar.